# Joaquim Torrent i Dalmau
Joaquim Torrent i Dalmau   (Girona, 22 de juny de 1917 - el Prat de Llobregat, 12 de setembre de 1971) fou un futbolista català de la dècada de 1940.
La seva posició al camp era la de mig esquerre. Fou jugador de l'UD Prat entre 1939 i 1941, i aquest any fitxà pel RCD Espanyol. A l'Espanyol gaudí de pocs minuts. Quatre partits de lliga, un de promoció i cinc de copa, i acabà cedit al CF Reus Deportiu.
Marxà al Reial Múrcia CF, on jugà tres temporades a bon nivell, dues d'elles a primera divisió. Finalitzà la seva carrera a Reus Deportiu, CF Badalona i AE Prat.